# Odontosyllis longicornis
Odontosyllis longicornis är en ringmaskart som beskrevs av Hartmann-Schröder 1960. Odontosyllis longicornis ingår i släktet Odontosyllis och familjen Syllidae. Inga underarter finns listade i Catalogue of Life.